# 柿くへば鐘が鳴るなり法隆寺

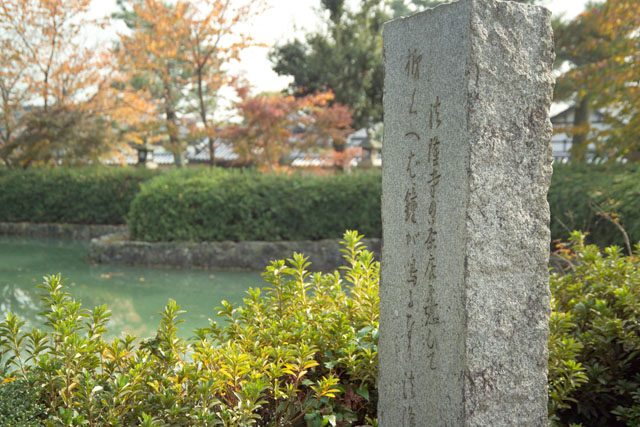
法隆寺境内鏡池の傍にある同句の句碑

「柿くへば鐘が鳴るなり法隆寺」（かきくえばかねがなるなりほうりゅうじ）は、正岡子規の俳句。生涯に20万を超える句を詠んだ子規の作品のうち最も有名な句であり、芭蕉の「古池や蛙飛びこむ水の音」と並んで俳句の代名詞として知られている。初出は『海南新聞』1895年11月8日号。
季語は柿（秋）。「法隆寺の茶店に憩ひて」と前書きがある。法隆寺に立ち寄った後、茶店で一服して柿を食べると、途端に法隆寺の鐘が鳴り、その響きに秋を感じた、というのが句意である。「くへば」は単に「食べていると」という事実を述べて下に続けているもので「鐘が鳴るなり」と因果関係があるわけではない。柿は大和名産の御所柿と思われる。

## 成立
1895年5月、子規は連隊付き記者として日清戦争に従軍中に喀血、神戸に入院したのち故郷松山に戻り、松山中学の教員として赴任していた夏目漱石の下宿（愚陀仏庵）に50日ほど仮寓した。漱石は2階、子規は1階に棲み、子規は柳原極堂ら松風会のメンバーに漱石を加えて句会三昧の日々を過ごしていた。その後病状がよくなったため10月下旬に帰京するが、その途中で奈良に数日滞在している。
子規の随筆「くだもの」（『ホトトギス』1901年4月号掲載）によれば、このとき子規は漢詩にも和歌にも奈良と柿とを配合した作品がないということに気付き、新しい配合を見つけたと喜んだという。そして「柿落ちて犬吠ゆる奈良の横町かな」「渋柿やあら壁つゞく奈良の町」「渋柿や古寺多き奈良の町」などの句を続けて作った。もともと子規は柿が大好物で、学生時代には樽柿（酒樽に詰めて渋抜きした柿）を一度に7、8個食べるのが常であったという。1897年には「我死にし後は」という前書きのある「柿喰ヒの俳句好みしと伝ふべし」という句を作っている。
さらに「くだもの」では、奈良の宿先で下女の持ってきた御所柿を食べているとき、折から初夜を告げる東大寺の釣鐘の音が響いたことを記している。しかしこのときは「長き夜や初夜の鐘撞く東大寺」として柿の句にはせず、翌日訪ねた法隆寺に柿を配した。ただし子規が法隆寺を参詣した当日は雨天であったため、この句は実際の出来事を詠んだものではなく、法隆寺に関するいわばフィクションの句であると考えられる。なお当時の子規の病状などから考えて、実際に法隆寺を参詣したこと自体を疑問視する意見もある。
また『海南新聞』の同年9月6日号には、漱石による「鐘つけば銀杏散るなり建長寺」という、形のよく似た句が掲載されていた。坪内稔典は、子規が「柿くへば」の句を作った際、漱石のこの句が頭のどこかにあったのではないかと推測している。

## 受容
現在では非常に著名な句であるが、『海南新聞』に掲載した際にはとりたてて反響があったわけではなかった。高濱虚子、河東碧梧桐によって編まれた俳句選集『春夏秋冬』（1902年）や『子規句集講義』（1916年）、虚子の『子規句解』（1946年）などにもこの句は入れられておらず、子規の俳句仲間の中で評価されていた形跡はない。子規の自選句集『獺祭書屋俳句帖抄上巻』に収録された後、碧梧桐は『ホトトギス』誌上の書評において、この句はいつもの子規調であれば「柿喰ふて居れば鐘鳴る法隆寺」としたはずではないかと述べた。これに対して子規は「病牀六尺」で、「これは尤の説である。併うなると稍々句風が弱くなるかと思ふ」と答えている。
1916年9月、法隆寺境内に子規の筆跡によるこの句の句碑が松瀬青々らによって立てられた。この場所は句の前書きにある茶店のあった跡地である。前述の坪内は、このころから法隆寺の一種のキャッチコピーとしてこの句が広まっていったのではないかとしている。2005年、全国果樹研究連合会は10月26日を子規がこの句を詠んだ日として「柿の日」と制定した。
この句のパロディがいろいろあるが、オマージュとして「柿食えば遥か遠くの子規思う」は小林凜の句で2013年出版され、ベストセラーになった『ランドセル俳人の五・七・五　いじめられ行きたし行けぬ春の雨--11歳、不登校の少年。生きる希望は俳句を詠むこと。』（ブックマン社）に載っている。